# Santana (album)
Santana este albumul de studio de debut al formației de muzică rock din San Francisco, Santana. A fost lansat în 1969 iar componența formației pe acest album este: Carlos Santana (chitară, voce), Gregg Rolie (orgă, pian, voce), David Brown (chitară bas), Michael Shrieve (baterie), Michael Carabello (tobe conga, percuție) și Jose „Chepito” Areas (tobe conga, percuție). 

## Lista pieselor
1. „Waiting” (Santana Band) (4:07)
2. „Evil Ways” (Clarence Henry) (3:58)
3. „Shades of Time” (Santana Band) (3:13)
4. „Savor” (Santana Band) (2:47)
5. „Jingo” (Babatunde Olatunji) (4:23)
6. „Persuasion” (Santana Band) (2:36)
7. „Treat” (Santana Band) (4:46)
8. „You Just Don't Care” (Santana Band) (4:37)
9. „Soul Sacrifice” (Santana Band) (6:34)

## Discuri single
- „Jingo” (1969)
- „Evil Ways” (1969)